# Alan Stivell
Alan Stivell (født Alan Cochevelou 6. januar 1944) er en fransk, bretonsk og keltisk musiker, sang, sangskriver og harpemester. Fra begyndelsen af 1970'erne genoplivede han interessen for keltisk (specifik betrons) harpe og keltisk musik som en del af verdensmusik. Som sækkepibespille og bombardspiller moderniserede han traditionel bretonsk musik og sang på bretonsk.

## Diskografi
1. Telenn Geltiek / Harpe celtique (1964) (studio #01 / instrumental #01)
2. Reflets / Reflections (1970) (studio #02)
3. Renaissance of the Celtic Harp (1971) (studio #03 / instrumental #02)
4. À l'Olympia / Olympia Concert (1972) (live #01)
5. Chemins de Terre / From Celtic Roots / Celtic Rock (1973) (studio #04)
6. E Langonned (1974) (studio #05)
7. E Dulenn / À Dublin / Live in Dublin (1975) (live #02)
8. Trema'n inis: Vers l'Île (1976) (studio #06)
9. Raok Dilestra: Avant d'accoster / Before Landing (1977) (studio #07)
10. Un dewezh 'barzh 'gêr: Journée à la maison / A Homecoming (1978) (studio #08)
11. International Tour: Tro ar Bed (1979) (live #03)
12. Symphonie Celtique: Tir Na N-Og / Celtic Symphony (1979) (studio #09)
13. Terre des vivants: Bed an dud vew (1981) (studio #10)
14. Legend / Légende / Mojenn (1983) (studio #11)
15. Harps of the New Age / Harpes du Nouvel Âge / Telenn a' Skuilh-dour (1985) (studio #12 / instrumental #03)
16. The Mist of Avalon (1991) (studio #13)
17. Again (1993) (studio re-recordings with other artists in duet)
18. Brian Boru (1995) (studio #15)
19. 1 Douar / 1 Earth (1998) (studio #16) ("Eunn Douar" in Breton)
20. Back to Breizh (1999) (studio #17)
21. Au-delà des mots / En tu-hont d'ar c'homzoù / Beyond Words (2002) (studio #18 / instrumental #04)
22. Explore (2006) (studio #19)
23. Emerald (2009) (studio #20)
24. AMzer: Seasons (2015) (studio #21)
25. Human~Kelt (2018) (studio #22)

A l'Olympia og In Dublin blev indspillet live, men indeholder kun nye og ikke tidligere udgivne numre.